# REBOA
Con l'acronimo REBOA (resuscitative endovascular balloon occlusion of the aorta) si intende una procedura che prevede il posizionamento di un palloncino endovascolare nell'aorta per controllare il sanguinamento, aumentare il post carico e mantenere temporaneamente una adeguata pressione sanguigna in caso di shock emorragico traumatico. Il REBOA è considerato un'alternativa minimamente invasiva alla toracotomia con clampaggio incrociato dell'aorta (ACC).

## Metodo
La tecnica prevede l'inserimento di un piccolo palloncino direttamente nell'aorta del paziente e il suo gonfiaggio. Il palloncino blocca l'arteria e interrompe temporaneamente il flusso sanguigno dando ai medici il tempo di operare. Mantiene una adeguata circolazione sanguigna nel cervello e nel cuore. Tuttavia, le parti del corpo al di sotto del palloncino sono tagliate fuori dal normale flusso sanguigno e ciò può provocare problemi a breve o lungo termine. Questa tecnica è stata utilizzata con successo negli interventi per il controllo delle emorragie del tronco non comprimibili negli adulti; non è stato ancora studiato nei bambini.